# Kadie

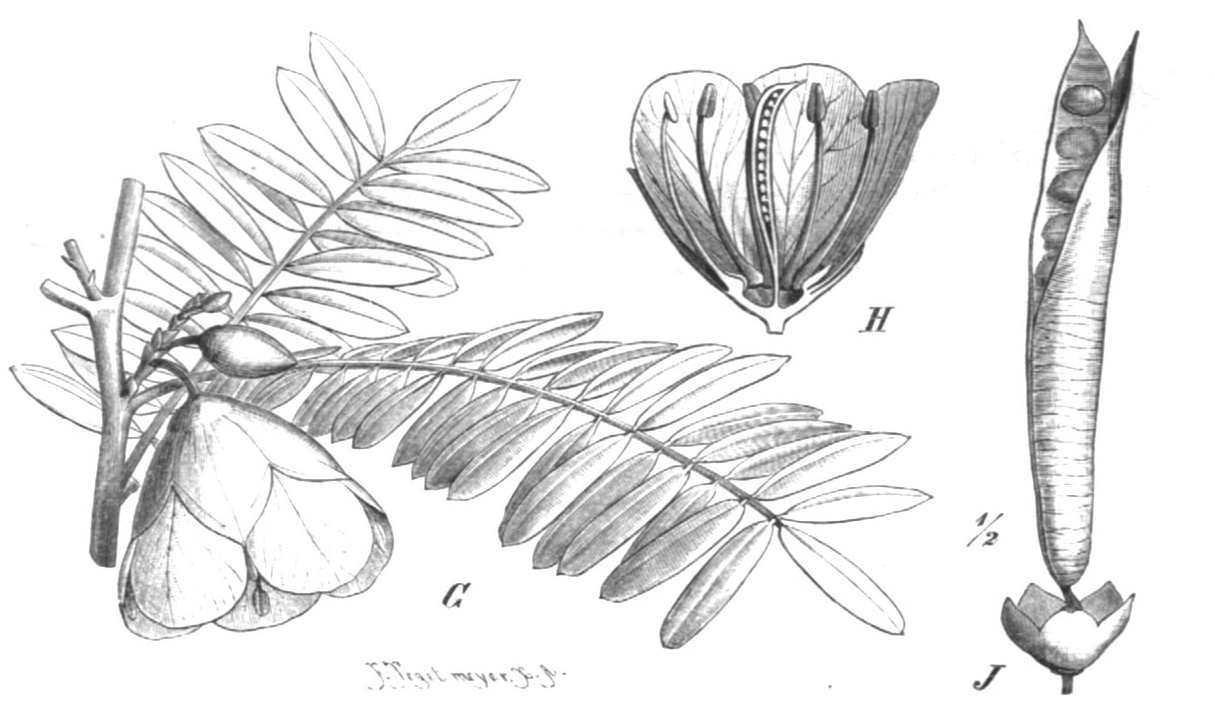
Nákres Cadia purpurea z roku 1891

Kadie (Cadia) je rod rostlin z čeledi bobovité. Jsou to keře a malé stromy se střídavými zpeřenými listy. V rámci motýlokvětých jsou výjimečné pravidelnými zvonkovitými květy. Plodem je lusk. Rod zahrnuje 7 druhů, z nichž 6 jsou endemity Madagaskaru a jeden je rozšířen v severovýchodní Africe a v Arábii.

## Popis
Zástupci rodu kadie jsou vzpřímené keře nebo malé stromy se střídavými, většinou sudozpeřenými (výjimečně lichozpeřenými) listy. Listy jsou nahloučené na mladých letorostech na konci větví. Jednotlivé lístky jsou krátce stopečkaté, bez palístků. Květy jsou pravidelné, převislé, většinou pětičetné (řidčeji až sedmičetné), s válcovitou a v horní části zvonkovitou češulí, uspořádané v chudých úžlabních hroznech. Kalich je zvonkovitý, zakončený trojúhelníkovitými, ostrými laloky. Korunní lístky jsou smetanové až červené nebo purpurové, volné, stejného tvaru a velikosti, na bázi více či méně nehetnaté, se zvlněným až mělce dřípeným okrajem. tyčinek je dvojnásobek oproti počtu korunních lístků, jsou volné a všechny stejně dlouhé. Semeník je čárkovitý, zploštělý. Plodem je lusk pukající 2 spirálně se svinujícími chlopněmi.

## Rozšíření
Rod kadie zahrnuje 7 druhů. Je rozšířen v Africe, Arábii a na Madagaskaru. Druh Cadia purpurea je rozšířen v oblasti severovýchodní a východní Afriky (Etiopie, Keňa, Somálsko) a na jihozápadě Arabského poloostrova, všechny ostatní druhy jsou endemity Madagaskaru. Centrum rozšíření je ve střední části východního Madagaskaru, některé druhy rostou na jihovýchodě a severozápadě ostrova.

## Ekologické interakce
O opylování květů rodu kadie toho není mnoho známo. Květy jsou vesměs červeně zbarvené, převislé, obsahují hojný nektar a nevoní, což odkazuje na opylování ptáky.

## Taxonomie
Rod Cadia je v rámci čeledi bobovité řazen do podčeledi Papilionoideae a tribu Podalyrieae. V rámci čeledi bobovité je tento rod (spolu s rody Acosmium, Baphiopsis a Dicraeopetalum) výjimečný svými pravidelnými květy. Podle výsledků molekulárních studií představuje bazální větev daného tribu.
Příbuzenské vztahy rodu Cadia s ostatními skupinami čeledi bobovité byly po dlouhý čas nevyjasněné. Nejčastěji byl kladen do blízkosti tribu Sophoreae nebo Podalyrieae, někteří botanici jej dokonce na základě charakteru květů řadili do podčeledi Caesalpinioideae.
Studiem exprese genů v raných stádiích vývoje květu Cadia purpurea bylo zjištěno, že pravidelnost květů je nově vyvinutým znakem a gen pro diferenciaci horního korunního lístku (pavézy) je aktivní po celou dobu diferenciace koruny, nikoliv jen ve stádiu diferenciace pavézy. Obdobný proces probíhá i při vývoji pravidelných květů pelorických forem hledíku. Nejedná se tedy o návrat k primitivním znakům zděděným po dávných předcích. Stejně tak to není znak neotenní, při němž by se v raném stádiu vývoje květu zastavila diferenciace korunních lístků a květ by dosáhl zralosti s nedospělými znaky.